# ジャン＝バティスト・デュマ

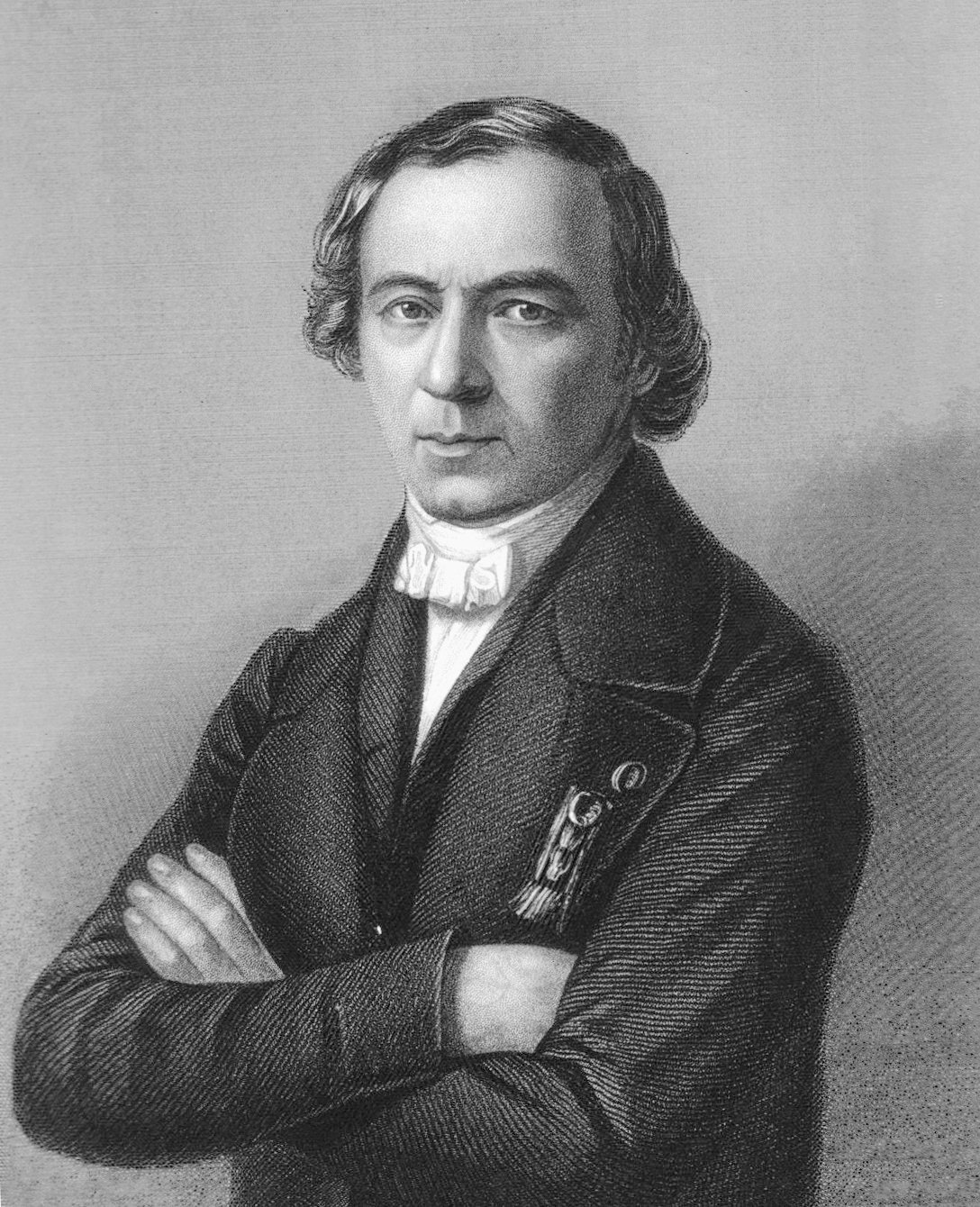
Jean Baptiste André Dumas

ジャン＝バティスト・アンドレ・デュマ（Jean Baptiste André Dumas、1800年7月14日 - 1884年4月10日）は、フランスの著名な化学者、政治家である。有機化学の発展に多大な貢献をし、特に有機化合物の組成分析法や「型の説」の提唱で知られる。後に政治の世界でも活躍し、閣僚や公職を歴任した。

## 生涯
デュマは1800年7月14日、フランス南部のガール県アレスに生まれた。幼少期から科学への関心を示し、1816年にはジュネーブで物理学のM. A. ピクテ、化学のC. G. ドゥ・ラ・リーヴ、植物学のオーギュスタン・ピラミュ・ドゥ・カンドールの講義を聴講する機会を得た。成人する以前に生理化学や発生学の分野でピエール・プレヴォーと共同研究を行うなど、若くしてその才能を開花させた。
1822年、ドイツの博物学者アレクサンダー・フォン・フンボルトの助言を受けてリセの化学教授に就任。その後、1829年にはエコール・サントラル・パリ（パリ中央工芸学校）の創設者の一人となり、1835年にはエコール・ポリテクニークの教授に就任した。これらの教育機関での活動を通じて、多くの後進を育成した。
1848年からは政治の世界にも足を踏み入れ、ナポレオン3世のもとで下院議員を務めた。1850年から1851年までの数ヶ月間は農業商業大臣を務め、その後もパリの市長や造幣局の局長といった重要な公職を歴任した。1884年4月10日、カンヌで死去した。

## 業績
デュマの主要な業績は、主に有機化学の分野に集中している。
- 有機元素分析法の確立: 1833年、デュマは有機化合物中の窒素量を測定する画期的な方法を開発した。これは、1831年にユストゥス・フォン・リービッヒが確立した炭素・水素定量法と並び、近代的な有機元素分析の基礎を築いたものとして評価される。この分析法により、有機化合物の組成を正確に決定することが可能となった。
- 蒸気密度を用いた原子量の決定: 蒸気密度を測定することで、13の元素について水素を1とした時の原子量を確立した。これは、当時未確立であった原子量の概念の発展に寄与した。
- 「型の説」の提唱: 1839年、デュマは酢酸を塩素と反応させてトリクロロ酢酸を得た際、これが酢酸と同様にカルボン酸としての性質を示すことを発見した。この発見は、当時の主流であった電気化学的二元論では説明が困難であり、デュマはこれを機に新たな理論の構築を目指した。その結果、1840年に「型の説」を提唱した。これは、置換反応によって誘導され、同様の性質を示す化合物は同じ「化学型」に属するという考え方である。また、組成式の一部が置換されるが性質が異なる化合物は「機械型」に属するとした。この説は、後に弟子のシャルル・ジェラールによって発展させられ、さらにアウグスト・ケクレによる原子価の概念と結びつき、現在の有機化合物の構造論へと繋がる重要な転換点となった。
- 生理化学への貢献: 腎臓が血液中の尿素を取り除くことを示した研究も行い、生理化学の分野にも貢献した。

これらの多岐にわたる研究と教育活動により、デュマは19世紀の化学において最も影響力のある人物の一人として記憶されている。1838年にはスウェーデン王立科学アカデミーの外国人会員に選出され、1875年にはアカデミー・フランセーズの会員となるなど、生前からその功績は高く評価されていた。

## 家族
デュマはエルミニー・カロリーヌ・ブロンニャールと結婚している。詳細な家族構成については、公開されている情報が限られている。